# Récif corallien de La Réunion
Les récifs coralliens de l'Île de la Réunion appartiennent aux récifs comptabilisés au sein des DOM-TOM français. 
L'ensemble des DOM-TOM abrite 10 % des récifs coralliens mondiaux, avec une quarantaine d'aires marines protégées.
L'Île de La Réunion connaît une croissance démographique très importante. Les prévisions indiquent 1 million d'habitants dès 2037. Actuellement[évasif], 82 % de la population s'est établie sur la frange littorale à cause du paysage escarpé de l'île, ce qui engendre des enjeux de durabilité dans cette région. 
Le tourisme s'est également développé avec notamment l'apparition de sports nautiques et balnéaires, comme la plongée sous-marine, le surf, la baignade. Les récifs coralliens de l'Île de la Réunion sont donc non seulement soumis à des stress d'origine anthropique mais aussi climatique. Il est en effet communément admis que les coraux font partie des premiers écosystèmes touchés par le changement climatique. 
Depuis 2007, 75 % des récifs coralliens ont obtenu le statut de Réserve naturelle nationale marine en vue de les protéger et de favoriser ainsi un développement durable de l'île.  

## L'Île de la Réunion

### Présentation de l'Île et de ses enjeux
L'Île de la Réunion est un Département d'Outre-Mer français, tout comme la Martinique et la Guadeloupe. Elle est donc soumise aux réglementations métropolitaines. Elle fait partie de la Zone Économique Exclusive française (ZEE), dont les DOM-TOM contribuent à hauteur de 97 %, ce qui place la France juste derrière les États-Unis avec 11 millions de km² d'océans.
C'est une île isolée dans l'Océan Indien, émergée il y a près de 3 millions d'années, proche de Madagascar et constituant l'archipel des Mascareignes avec l'Île Maurice et Rodrigues. Elle se différencie des autres îles par ses deux volcans : le Piton de la Fournaise, 2 632 mètres, qui est toujours actif et le Piton des Neiges qui culmine à 3 069 mètres. Quant aux fonds sous-marins entourant l'île, ils sont particulièrement escarpés allant très rapidement jusque 4 000 m sous l'océan. Son paysage est donc unique, car il est à la fois sauvage, montagneux et exotique avec ses lagons bordés de sable noir dû à l’activité – ancienne et actuelle - des volcans.  
La Réunion, avec une surface de 2 512 km2 et un diamètre de 70 km, comptabilisait 850 727 habitants en 2015, ce qui en fait une île densément peuplée. À cause d'un paysage très escarpé (montagnes, cirques, volcans…), l’île est fortement affectée par le fait que 82 % de la population se concentre sur la frange littorale. Cela représente une densité estimée 3 à 4 fois supérieure au reste de l'île et a pour conséquences d'engendrer d'importants enjeux d’urbanisme, de croissance économique et d’impacts sur la biodiversité de l’île. De plus, une croissance démographique particulièrement importante est à prévoir sur l'île. En effet, plus d'un million d'habitants devraient être recensés à partir de 2037.

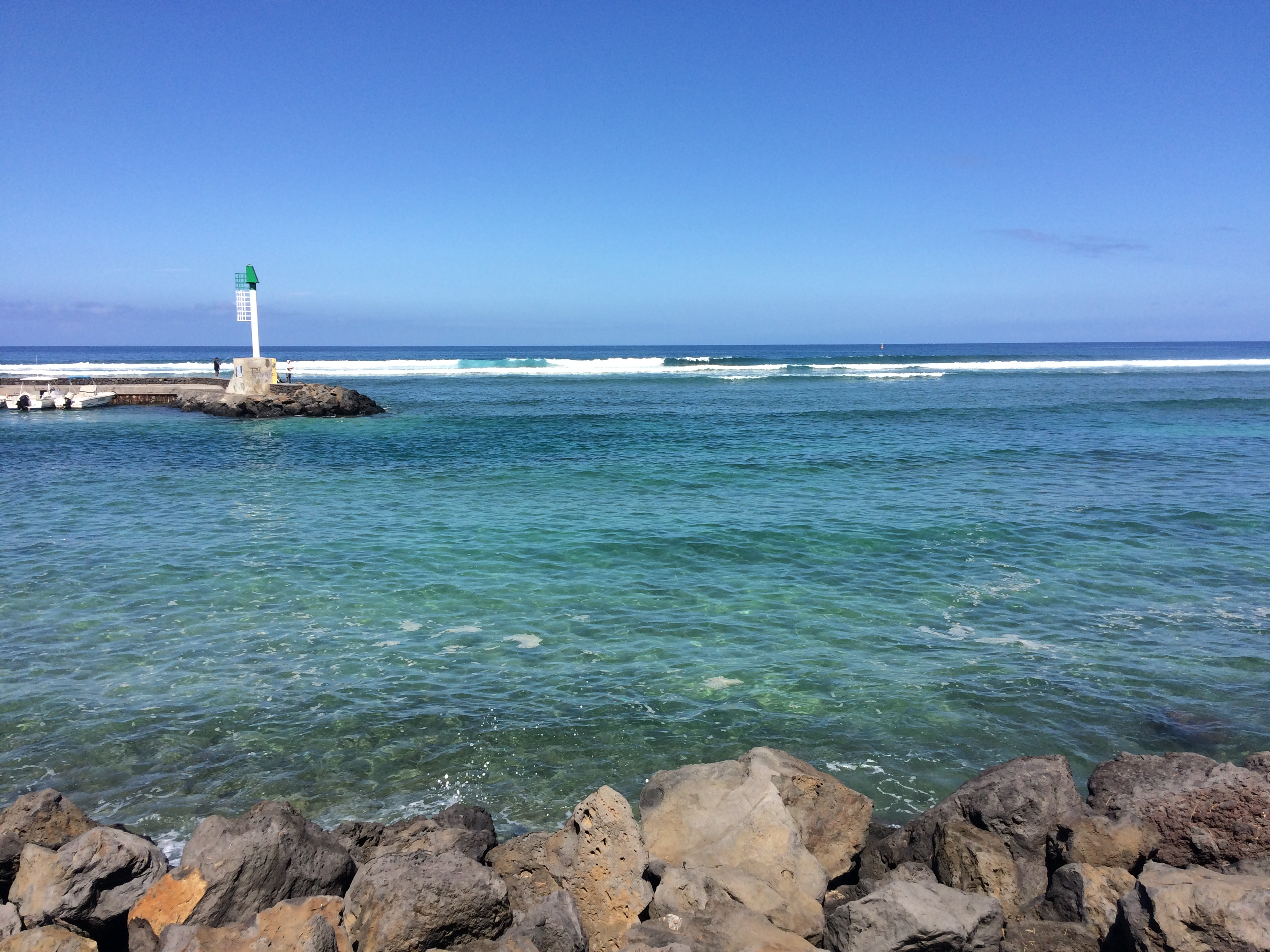
Plage de St-Leu avec vue sur la plateforme récifale sur laquelle les vagues se brisent.

À la forte densité démographique, s'ajoute le développement du tourisme. L'Île de la Réunion est l'un des DOM-TOM les plus visités à l'année, avec la Martinique et la Guadeloupe. Alors qu'en 1974, seulement 14 450 touristes y étaient recensés, ce chiffre a bondi à 430 000 visiteurs en 2000 pour retomber de quelque peu à 426 400 en 2015, après une grosse crise au début des années 2000. En 2017, la Réunion a dépassé le chiffre de 500 000 touristes. Selon l'INSEE, hors touristes de la métropole, les Allemands étaient les premiers européens attirés par l'île en 2015, suivis par les Belges et par les Suisses. 80 % des touristes réunionnais vont à la plage pendant leurs vacances. Mais la Réunion regorge de bien d'autres activités terrestres - de multiples sentiers de randonnée sont répertoriés et celui du Piton de la Fournaise est particulièrement prisé - et balnéaires : plongée sous-marine, kayak, voile, surf, kitesurf, planche à voile... En général, les touristes se concentrent sur la partie sud et ouest de l'île, car les offres d'accueil y sont plus nombreuses, ce qui alourdit un peu plus les enjeux démographiques.

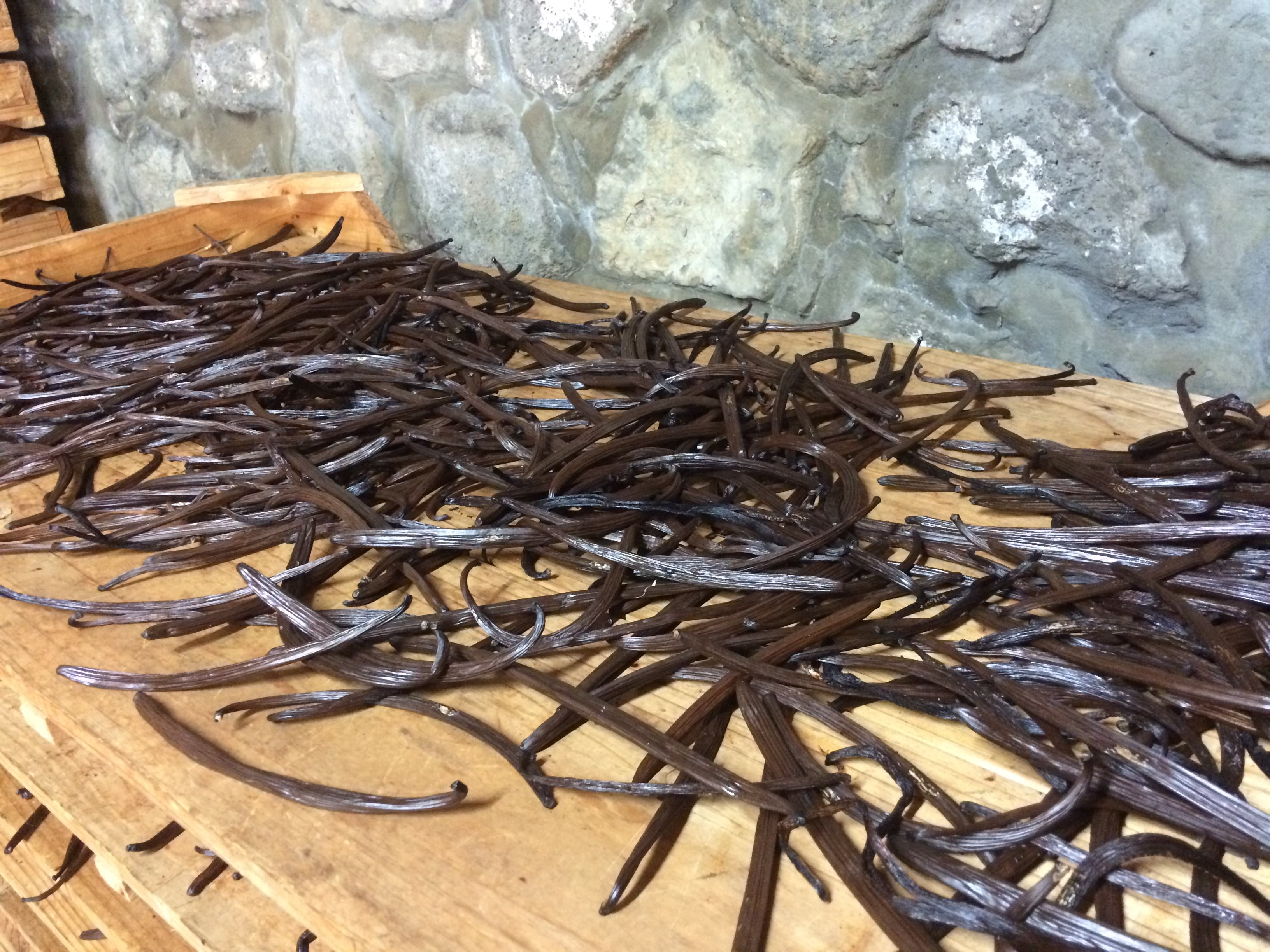
Vanille de l'île de la Réunion, en train de sécher.

Le développement économique se fait donc à travers le tourisme (357,2 millions d'euros en 2017) mais surtout à travers l'agriculture. Cette catégorie comprend la culture de canne à sucre et de bananes, le maraîchage et l'élevage.  Il est à noter, que grâce à l'agriculture locale, plus de la moitié des besoins alimentaires des insulaires sont couverts. La pêche fait également partie intégrante de la vie réunionnaise, puisque les produits en étant issus sont, avec le sucre, les plus exportés. De plus, la Réunion est reconnue parmi les DOM-TOM pour la qualité de sa vanille. 
Cependant, en 2008, l'île comptait 33 % de chômage. Le taux a légèrement diminué en 2015 pour atteindre 24,6 %. Elle restait cependant la région française qui enregistrait le plus fort taux de chômage.
L'Île de la Réunion est donc une île attrayante pour les touristes, densément peuplée, mais enregistrant des difficultés économiques illustrées par le fort taux de chômage. 

### Biodiversité marine
La Réunion fait partie du hotspot Madagascar et îles de l'Océan Indien. Il en existe 34 au monde et ils ont pour mission de représenter les hauts-lieux de biodiversité. Cela comprend une biodiversité riche conjuguée à une disparition d'au moins 70 % de la végétation primaire. 
Les fonds marins de l'île participent à cette richesse. En effet, lors des dernières études réalisées début 2010, de nombreuses espèces marines avaient été recensées : 130 espèces d'échinodermes - étoiles de mer, oursins… - , 190 espèces de coraux, plus de 500 espèces de crustacés - langoustes, crabes, crevettes… -,  environ 1 000 espèces de poissons - raies, mérous, poissons-perroquets… - et 2 800 espèces de mollusques - limaces de mer, gastéropodes….  
De plus, les profondeurs autour de l'île attirent de plus grands mammifères marins, telles que les dauphins, les baleines bleues, les baleines à bosse… De même, plusieurs espèces de tortues marines ont été recensées, ainsi que de nombreuses sortes de requin : requin corail, requin tigre, requin bouledogue et requin blanc. 
Cependant, la biodiversité marine réunionnaise se trouve sous forte pression anthropique. Cela se confirme par le fait que presque 40% des espèces de poissons recensées sont sur la Liste Rouge mondiale des espèces menacées.  

## État des lieux des coraux à la Réunion

### Emplacement géographique
Les récifs coralliens de la Réunion bordent les parties ouest et sud-ouest de l'île sur 25 km, allant du Cap La Houssaye à Grand Bois. Cela représente 12% du littoral réunionnais avec 12 km2. L'indice récifal est de 0,005 ce qui en fait la plus petite surface corallienne des DOM-TOM (à titre de comparaison, celui de Mayotte est de 4). Le reste de la côte n'abrite pas de récifs de coraux car le climat n'y est pas favorable. En effet, le côté sud-ouest est plus venteux que la partie nord-est, et favorise ainsi le développement de l'écosystème corallien.

### Familles
Les récifs coralliens présents à la Réunion sont peu développés. Cela s'explique pour deux raisons : 
1. ils sont relativement jeunes, car n'étant apparus il y a moins de 10 000 ans[4].
2. la volcanicité de l'île[3].

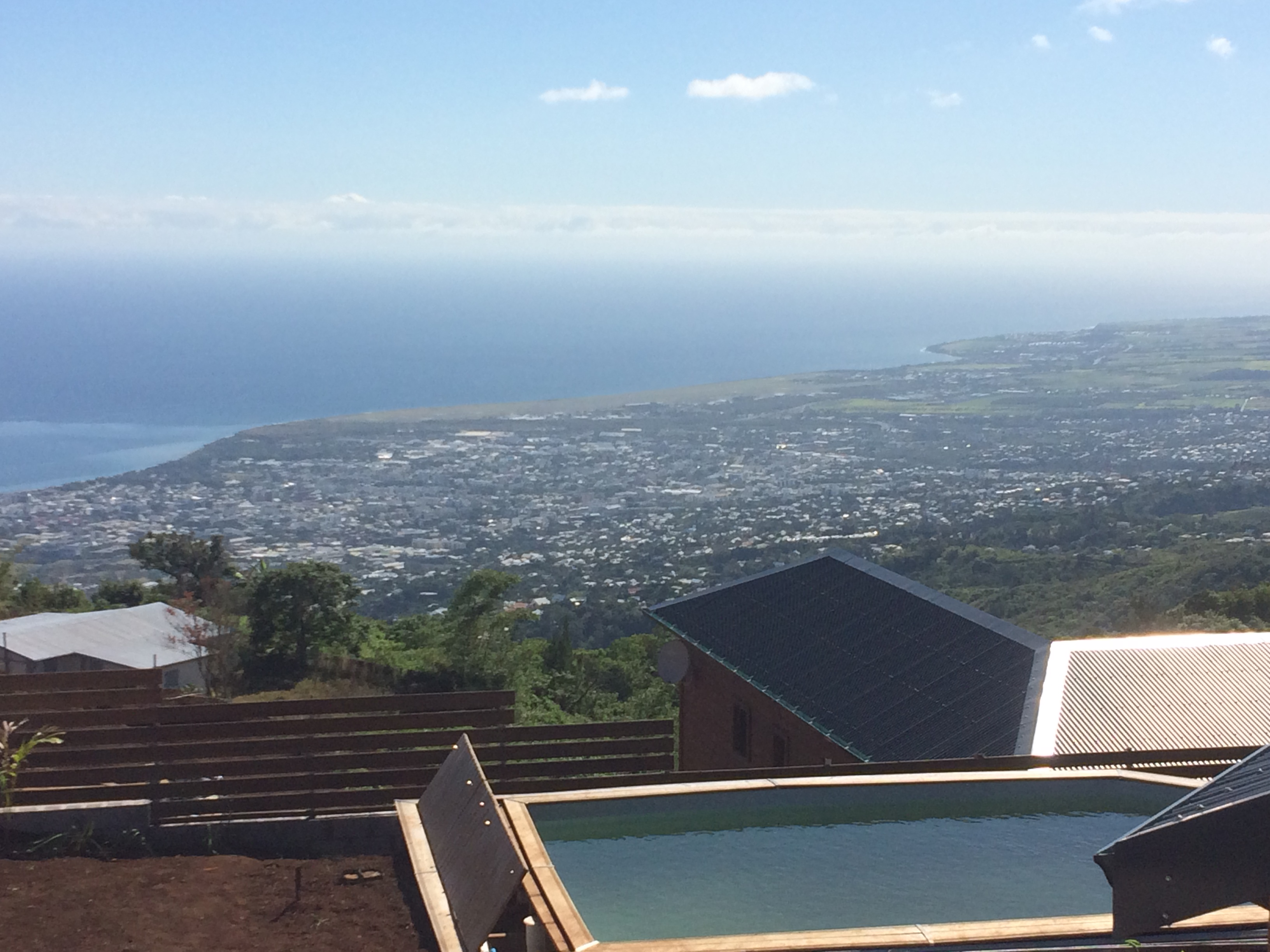
Vue d'en haut de St-Denis, capitale de la Réunion

Il existe trois types de récifs présents autour de l'île:
1. le banc récifal : il comporte un infime platier et aucune dépression récifale (ou chenal d'arrière-récif) ;
2. la plateforme récifale : elle compte un platier développé mais peu de dépression récifale (le platier borde donc la plage) ;
3. les récifs frangeants : ils sont caractérisés par un platier très développé accompagné d'un chenal d'arrière-récif important[4].

Le chenal d'arrière-récif représente en fait ce que l'on appelle à la Réunion, le lagon. Il permet aux insulaires de se baigner dans une eau peu profonde de 0,50 m à 1,50 m.
148 espèces de coraux durs ont été répertoriées, dont la Scleratinia, appelée auparavant Madrépodaires, appartenant au principal ordre des coraux durs ; ainsi que 6 espèces d'hydrocoraux ou coraux mous, dont le Millepora aussi appelé corail de feu car il contient des capsules urticantes pouvant transpercer la peau des êtres humains avec un effet semblable à celui d'une brûlure. Ce type de corail peut devenir envahissant si les conditions de l'écosystème se dégradent.

### Importance
Au même titre que l'écosystème de la forêt tropicale, l'écosystème corallien étonne par sa complexité, sa richesse et sa diversification. En effet, de nombreux scientifiques ont démontré qu'environ 1 million d'espèces - végétales et animales- vivaient parmi les coraux, ce qui représente 25% de la biodiversité marine. Pourtant les coraux ne représentent que 0,2% des fonds marins, c'est dire la richesse de cet écosystème.
De plus, les récifs coralliens doivent être considérés différemment d'autres formes de littoral. En effet, leur existence est directement liée aux organismes d'êtres vivants. Les coraux sont un amas de carbonate de calcium provenant d'un animal appelé polype. À l'intérieur de cet animal se développent des algues appelées zooxanthelles. Le polype va se nourrir de multiples nutriments utilisés par les zooxanthelles comme : la lumière solaire, le gaz carbonique présent dans l'eau de mer, l'azote et le phosphore minéral. Il rejettera ensuite de l'azote et du phosphore qui seront de nouveau utilisés par les algues. Les récifs coralliens sont donc le résultat d'une symbiose parfaite.
À l'île de la Réunion, trois fonctions ont été répertoriées, permettant de mesure l'importance des récifs pour l'île : 
1. une fonction de polarisation entre les activités humaines et marines. D'un côté, les activités humaines sont extrêmement liées aux coraux, avec des nuances apportées entre les usages directs - pêche à pied, plongée sous-marine…-, les usages semi-directs - baignade, habitations en front de mer…- et les activités indirectes - hébergements touristiques, recherches scientifiques… -[3] .  De l'autre côté, les coraux représentent aussi un véritable refuge pour les espèces marines, afin de se nourrir et de se reproduire.
2. une fonction de filtre. Les coraux permettent effectivement d'éviter une érosion trop importante du littoral grâce à leur fonction de brise-vague et de brise-vent.
3. une fonction d'enrichissement à la fois pour la vie terrestre et la vie marine. Les récifs sont une source de revenus pour les pêcheurs et pour le secteur du tourisme tandis qu'ils représentent une source de biodiversité pour les espèces marines, grâce à ses caractéristiques de garde-manger et de nurserie[3]. La richesse des poissons y est caractéristique : sur les 1 000 espèces répertoriées, 250 à 300 sont directement reliées aux récifs[3].

### Menaces
Les récifs coralliens sont sujets à de multiples menaces pouvant être divisées en deux grandes familles : les menaces anthropiques et les menaces naturelles.
Les menaces naturelles
L'île de la Réunion, avec un climat tropical, subit régulièrement des cyclones, source de destruction des coraux. Ils sont aussi une menace indirecte pour les récifs à cause des matières terrigènes transportées par les rivières jusqu'aux récifs, ce qui entraîne à terme l'asphyxie des coraux.
L'étoile de mer Acanthaster plancii, est la seule étoile de mer toxique. Cette espèce marine est particulièrement friande des coraux et sa prolifération devient dommageable pour les récifs. En effet, elle va s'installer à même les coraux pour se nourrir des polypes qu'elle digère sur place. Les récifs ont une régénérescence lente tandis que l'Acanthaster plancii se reproduit rapidement (entre 4 et 60 millions d'œufs par saison).
La sédimentation et l'érosion sont aussi des menaces pour l'écosystème corallien de la Réunion. En effet, les matériaux perdus en mer ont été évalués à 3 000T/km²/an, ce qui provoque une érosion très active d'environ 1 mm/an. Force est de constater que cela fait de la Réunion l'une des régions les plus exposées aux risques d'érosion.
Le blanchissement des coraux, phénomène bien connu à l'échelle mondiale, est aussi une menace pour ceux de la Réunion. Le blanchissement est en fait un « processus de dépigmentation des colonies coralliennes traduisant une détérioration de la symbiose entre les zooxanthelles et les polypes ». Théoriquement, les récifs sont capables de régénérer eux-mêmes leur couleur, mais si le stress est trop important et/ou trop régulier, ils finiront par mourir et devenir blanc. Cette menace n'est ni complètement naturelle ni totalement anthropique, car si originellement ce phénomène provient de la nature, il est de plus en plus affecté par le réchauffement climatique et les activités humaines réalisées à même les récifs ou bien sur leurs bassins versants.  Les périodes de blanchissement importants ont été observés à la Réunion en 2001, 2003 et 2004. Le blanchissement est désormais la première cause de mortalité des coraux.
Les menaces anthropiques
Les menaces sur les récifs coralliens de la Réunion liées aux activités humaines sont multiples et peuvent être subdivisées en 2 catégories :
- les impacts directs avec la surfréquentation des platiers et la surexploitation des ressources[4]. Ainsi, l'exploitation des ressources halieutiques avec la pêche à pied et la cueillette ont été observées avec attention car elles ont un réel impact sur les récifs et leur capacité de résilience à cause du piétinement. De plus, comme vu précédemment, les lagons sont de faible profondeur ce qui favorise le piétinement et donc la dégradation des platiers[4].
- les impacts indirects avec l'urbanisation de l'île (croissance démographique forte), la pollution industrielle, domestique et agricole[4]. Comme vu précédemment, les coraux se situent sur la partie ouest et sud-ouest de la Réunion, donc au même endroit où se concentrent à la fois la population locale et les touristes. Les récifs coralliens s'en voient d'autant plus impactés car très exposés aux activités humaines. De plus, les récifs, avec seulement quelques kilomètres de distance, sont proches du littoral, ce qui les rend plus vulnérables face aux pollutions d'origine anthropique. En effet, ce type de pollution augmente artificiellement les taux de nitrate et de phosphate des eaux du littoral, entraînant un phénomène d'eutrophisation : avec la diminution du taux de calcification des coraux, les algues et autres organismes se multiplient et finissent par étouffer les coraux[3].

Plusieurs études ont été réalisées pour constater les degrés d'altération des coraux - causes naturelles et anthropiques confondues. Avant 1997, les résultats étaient les suivants : seul 1 % des platiers coralliens étaient originels ; 54 % étaient faiblement dégradés ; 32 % moyennement dégradés ; 13 % fortement dégradés. Un exemple illustre cette dégradation : jusqu'en 1986, une usine de sucre a rejeté ses déchets en milieu marin sans mécanisme d'épuration, entraînant la mort de plus de 90 % des récifs de l'Étang-Salé. Il est à noter que du fait de la fonction d'interface des récifs entre le milieu terrestre et le milieu marin, constater une telle perte de coraux entraîne un chamboulement de l'écosystème, avec une perte de biodiversité, ainsi que de plus hauts risques d'érosion côtière.
Les études suivantes menées entre 1997 et 2006, ont démontré que, malgré les disparités régionales, les algues s'étaient globalement développées sur les pentes externes au détriment des récifs. En revanche la situation sur les platiers semblait stable.
Les activités humaines ont donc de lourdes conséquences sur la capacité de résilience des récifs coralliens de la Réunion.

## Mesure de protection des récifs coralliens
Dans un premier temps, il semble important de préciser que les récifs coralliens de la Réunion sont relativement compliqués à protéger du fait de leur proximité avec l'île. Malgré l'apparition de dommages dès le début des années 1970, les mesures ont tardé à apparaître, ce qui a aggravé l'état des récifs. La première vit le jour en 1976: Toute pêche sous-marine était alors interdite 3 mois par an, ce qui concernait autant la cueillette de coraux ou d'autres organismes vivants marins que la pêche aux filets pour les pêcheurs à pied. Toutefois plusieurs projets ont été entrepris par la suite afin de préserver la biodiversité de l'île et de ses fonds marins, dont une Aire Marine Protégée : la Réserve Naturelle Nationale Marine (RNNM).

### Réserve Naturelle Nationale Marine
La Réserve a pour but de « préserver et valoriser une structure récifale de type frangeant soumise à une forte pression anthropique ». Elle a été créée en 2007 et couvre une distance de 40 km, avec une superficie de 35 km2, allant de Saint-Paul (cap la Houssaye) à l'Étang-Salé (Roche aux Oiseaux). Ainsi 80% des récifs coralliens et le plus grand lagon de l'île se trouvent au sein de la RNNM. Ses enjeux sont multiples : préserver l'écosystème corallien, maintenir les activités marines et réduire les conflits d'usage.
La réserve permet d'abriter 420 espèces cnidaires (coraux, méduses, anémones…), 101 espèces d'échinodermes (oursins, chenilles de mer, étoiles de mer…), 530 espèces de crustacés (langoustes, crabes, crevettes…) et 1 305 espèces de mollusques (pieuvres, coquillages, calamars…).
Au sein de la Réserve, 3 niveaux de protection ont été déterminés selon 2 critères, à savoir la gestion par récif et la protection accrue depuis la périphérie vers la partie centrale:
1. Le plus bas représente le périmètre général ;
2. Le périmètre de protection renforcée empêche tous prélèvements (sauf quelques exceptions) ;
3. Le périmètre de protection intégrale interdit formellement la présence humaine (seuls les scientifiques et ceux chargés de la surveillance y sont autorisés)[4].

Grâce à cette Aire Marine Protégée, les scientifiques peuvent évaluer l'état d'un récif corallien. Pour cela, ils utilisent des techniques de mesure reconnues aussi bien au niveau international avec le Global Coral Reef Monitoring Network que national avec l'Initiative Française pour les Récifs Coralliens. Plusieurs récifs ont été désignés en tant que "sites sentinelles". Ce sont en fait des indicateurs témoignant de l'évolution du recouvrement corallien et de la population de poissons y vivant. Les résultats montrent globalement ici aussi que le recouvrement en algues est important au détriment des coraux. L'Acropore serait particulièrement touché car son taux de recouvrement diminue.
L'évaluation de la population de poissons en milieu corallien est également un bon indicateur de la vitalité des coraux. Ce sont les prédateurs farouches (cibles des pêcheurs) qui sont observés en premier, puis viennent les espèces moins timides (poissons herbivores et corallivores) et enfin les poissons sédentaires (vivant au sein des coraux branchus). Les résultats ont montré une diminution de la diversité des espèces qui traduit donc un écosystème perturbé. De plus, tandis que la population des herbivores a augmenté, celle des corallivores a diminué. Cela vient appuyer le fait que les algues gagnent du terrain par rapport aux coraux.